# جبريل روجرز
جبريل روجرز (14 فبراير 2000 في المملكة المتحدة - ) (بالإنجليزية: Gabriel Rogers)‏ هو لاعب كرة قدم بريطاني في مركز الوسط. لعب مع يوفل تاون.

## وصلات خارجية
- جابرييل روجرز على موقع قاعدة بيانات كرة القدم.إي يو (الإنجليزية)
- جابرييل روجرز على موقع Soccerbase.com (لاعب) (الإنجليزية)
- جابرييل روجرز على موقع Soccerway.com (الإنجليزية)